# 이오지마정
이오지마정(伊王島町)은 나가사키현 가야키초 앞바다에 있는 이오지마, 오키노시마를 포함했던 정이다. 지자체 인구 중 가톨릭 신자의 비율이 일본에서 가장 높았으나, 2005년 1월 4일에 나가사키시에 편입되어 지자체로서는 소멸되었다.
본 항목에서는 현재 나가사키시의 한 지구인 이오지마(伊王島)에 대해서도 설명한다. 이오지마 지구(나가사키시청 이오지마 지역센터 관내)의 인구는 691명(2018년 2월 말 기준, 주민기본대장)이다.

## 지리
이오지마(면적 1.24km2, 둘레 7.1km)와 오키노시마(면적 0.94km2, 둘레 5.1km)의 두 섬이 있으며, 현지에서는 이 두 섬을 합쳐서 이오지마라고 부른다. 두 섬 사이에 있는 이오세토는 폭이 약 30m에 불과하고 두 섬을 연결하기 위해 축교(祝橋)・영교(栄橋)・라이쿄(賑橋)의 3개 3개의 다리가 놓여 있다. 본토와의 교통은 이오지마항(1초메)과 약 10km 떨어진 나가사키항 사이를 여객선으로만 연결하고 있었으나, 2011년 3월 27일 나가사키시 본토와 이오지마 지구(오키노시마: 이오지마초 2초메)를 다리로 연결하는 이오지마대교가 개통되었다.
과거에는 탄광의 섬으로 번성했지만, 폐광 후에는 농어업을 겸업하고 있다. 섬 전체가 낚시의 최적지이며, 최근에는 나가사키시 근교의 휴양지로 개발이 진행되고 있다.

## 역사
- 1889년 4월 1일 - 정촌제 시행에 의해 니시소노기군 이오지마촌이 성립하였다.
- 1962년 5월 20일 - 정으로 승격해 이오지마정이 되었다.
- 2005년 1월 4일 - 나가사키시에 편입해, 이오지마정은 소멸하였다.

## 교통
나가사키 시내 중심부에서 이오지마대교를 건너 차로 약 30분, 2011년 4월부터 나가사키 자동차의 버스가 시내에서 이오지마 터미널까지 평일 5왕복, 토, 일, 공휴일 7왕복으로 운행하고 있다. 섬 내 이동 수단으로는 나가사키시 커뮤니티 버스 이오지마선이 운행되고 있다. 나가사키 역 앞에서 이오지마 터미널까지 나가사키 버스로 약 50분이며, 고속선보다 시간이 더 걸린다.